# Coupe des clubs champions européens 1959-1960
Navigation
Édition précédente Édition suivante
La Coupe des clubs champions européens 1959-1960 a vu une nouvelle fois la victoire du Real Madrid.
C'est le cinquième succès consécutif pour le Real dans cette compétition (record).
27 équipes de 26 associations de football ont pris part à la compétition qui s'est terminée le 18 mai 1960 par la finale au Hampden Park à Glasgow.
Cette finale reste à ce jour la plus prolifique en nombre de buts (10 au total) de la Ligue des champions.

## Tour préliminaire
| Équipe 1                   | Résultat     | Équipe 2                    | Aller | Retour |
| -------------------------- | ------------ | --------------------------- | ----- | ------ |
| AS La Jeunesse d'Esch      | 6 - 2        | ŁKS Łódź                    | 5 - 0 | 1 - 2  |
| Fenerbahçe SK              | 4 - 3        | Csepeli SC                  | 1 - 1 | 3 - 2  |
| OGC Nice                   | 4 - 3        | Shamrock Rovers FC          | 3 - 2 | 1 - 1  |
| ASK Vorwärts Berlin        | 2 - 3        | Wolverhampton Wanderers FC  | 2 - 1 | 0 - 2  |
| Olympiakós FC Le Pirée     | 3 - 5        | AC Milan                    | 2 - 2 | 1 - 3  |
| CDNA Sofia                 | 4 - 8        | CF Barcelone                | 2 - 2 | 2 - 6  |
| Rangers FC                 | 7 - 2        | RSC anderlechtois           | 5 - 2 | 2 - 0  |
| TJ Étoile Rouge Bratislava | 4 - 1        | FC Porto                    | 2 - 1 | 2 - 0  |
| Linfield FC                | 3 - 7        | IFK Göteborg                | 2 - 1 | 1 - 6  |
| Wiener Sport-Club          | 2 - 1        | FC Petrolul Ploieşti        | 0 - 0 | 2 - 1  |
| SG Eintracht Francfort     | Q. - forfait | Kuopio PS                   | -     | -      |
| RV&AV Sparta Rotterdam     | exempté      |                             | -     | -      |
| BK 1909 Odense             | exempté      |                             | -     | -      |
| BSC Young Boys             | exempté      |                             | -     | -      |
| FK Étoile Rouge            | exempté      |                             | -     | -      |
| Real Madrid CF             | exempté      | en tant que tenant du titre | -     | -      |

## Huitièmes de finale
| Équipe 1               | Résultat | Équipe 2                   | Aller | Retour | Appui |
| ---------------------- | -------- | -------------------------- | ----- | ------ | ----- |
| Real Madrid CF         | 12 - 2   | AS La Jeunesse d'Esch      | 7 - 0 | 5 - 2  | -     |
| Fenerbahçe SK          | 4 - 8    | OGC Nice                   | 2 - 1 | 1 - 2  | 1 - 5 |
| FK Étoile rouge        | 1 - 4    | Wolverhampton Wanderers FC | 1 - 1 | 0 - 3  | -     |
| AC Milan               | 1 - 7    | CF Barcelone               | 0 - 2 | 1 - 5  | -     |
| Rangers FC             | 5 - 4    | TJ Étoile Rouge Bratislava | 4 - 3 | 1 - 1  | -     |
| RV&AV Sparta Rotterdam | 7 - 5    | IFK Göteborg               | 3 - 1 | 1 - 3  | 3 - 1 |
| BK 1909 Odense         | 2 - 5    | Wiener Sport-Club          | 0 - 3 | 2 - 2  | -     |
| BSC Young Boys         | 2 - 5    | SG Eintracht Francfort     | 1 - 4 | 1 - 1  | -     |

## Quarts de finale
Pour la première fois dans une compétition européenne, un club français va s'imposer contre le Real Madrid. Vainqueur du match aller grâce à un triplé de Victor Nurenberg, l'OGC Nice s'inclinera finalement lourdement (4-0) au match retour, laissant passer l'opportunité d'écarter, pour la première fois depuis la création de la compétition, le club espagnol.
| Équipe 1               | Résultat | Équipe 2                   | Aller | Retour | Appui |
| ---------------------- | -------- | -------------------------- | ----- | ------ | ----- |
| OGC Nice               | 3 - 6    | Real Madrid CF             | 3 - 2 | 0 - 4  | -     |
| CF Barcelone           | 9 - 2    | Wolverhampton Wanderers FC | 4 - 0 | 5 - 2  | -     |
| RV&AV Sparta Rotterdam | 5 - 6    | Rangers FC                 | 2 - 3 | 1 - 0  | 2 - 3 |
| SG Eintracht Francfort | 3 - 2    | Wiener SC                  | 2 - 1 | 1 - 1  | -     |

## Demi-finales
| Équipe 1               | Résultat | Équipe 2     | Aller | Retour |
| ---------------------- | -------- | ------------ | ----- | ------ |
| Real Madrid CF         | 6 - 2    | CF Barcelone | 3 - 1 | 3 - 1  |
| SG Eintracht Francfort | 12 - 4   | Rangers FC   | 6 - 1 | 6 - 3  |

## Finale
| Entraîneur : |
| Miguel Muñoz |

| Entraîneur : |
| Paul Oßwald  |

| Entraîneur : |
| Miguel Muñoz |

| Entraîneur : |
| Paul Oßwald  |

## Meilleurs buteurs
- Statistiques officielles de l'UEFA

| Rang | Buteur             | Club           | Buts |
| ---- | ------------------ | -------------- | ---- |
| 1    | Ferenc Puskás      | Real Madrid CF | 12   |
| 2    | Alfredo Di Stéfano | Real Madrid CF | 8    |
| 3    | László Kubala      | CF Barcelone   | 7    |